# Proteothrinax baumgartneri
Proteothrinax baumgartneri è una specie estinta di squalo del genere Proteothrinax (Pfeil, 2012). È stato classificato in base a due denti relativamente completi e due corone isolate, descritte dalla sottoformazione Weitwies dell'Eocene (Luteziano) in Austria. A causa del materiale limitato disponibile e delle sue somiglianze con Rolfodon fiedleri, è stato suggerito che i criteri con cui P. baumgartneri è separato da R. fiedleri rientrano nella normale variazione del genere Rolfodon. Ciò renderebbe quindi P. baumgartneri un sinonimo junior di Rolfodon fiedleri e, poiché esiste una sola specie identificata all'interno del genere Proteothrinax, l'intero genere un sinonimo junior di Rolfodon.
Precedentemente la specie apparteneva al genere Thrinax (Pfeil, 1983) ed aveva il nome Thrinax baumgartneri. Il genere venne sostituito con Proteothrinax.